# Liste von Fantasyfilmen der 1930er Jahre
Die Liste von Fantasyfilmen der 1930er Jahre gibt einen chronologischen Überblick über Kino- und abendfüllende TV-Produktionen, die im Zeitraum von 1930 bis 1939 in diesem Genre gedreht wurden. Bei der Nutzung ist zu beachten, dass ein Teil der aufgeführten Filme sich mit artverwandten Genres aus dem Bereich der Phantastik wie Horror und Science-Fiction überschneidet, aber auch Drama und Komödie. Die Liste erhebt keinen Anspruch auf Vollständigkeit und unterliegt einem laufenden Erweiterungsprozess.

## 1930
| Titel                                      | Regie        | Produktionsland |
| ------------------------------------------ | ------------ | --------------- |
| Das Blut eines Dichters Le Sang d’un poète | Jean Cocteau | Frankreich      |

## 1931
| Titel               | Regie          | Produktionsland    |
| ------------------- | -------------- | ------------------ |
| Alam Ara आलम आरा     | Ardeshir Irani | Britisch-Indien    |
| Alice in Wonderland | Bud Pollard    | Vereinigte Staaten |

## 1932
| Titel                                        | Regie                         | Produktionsland     |
| -------------------------------------------- | ----------------------------- | ------------------- |
| Das blaue Licht                              | Leni Riefenstahl, Béla Balázs | Deutsches Reich     |
| Die Herrin von Atlantis                      | Georg Wilhelm Pabst           | Deutsches Reich     |
| Marie, eine ungarische Legende Tavaszi zápor | Pál Fejős                     | Ungarn / Frankreich |
| Die Mumie The Mummy                          | Karl Freund                   | Vereinigte Staaten  |

## 1933
| Titel                                                 | Regie                                  | Produktionsland        |
| ----------------------------------------------------- | -------------------------------------- | ---------------------- |
| Ahasver, der ewige Jude The Wandering Jew             | Maurice Elvey                          | Vereinigtes Königreich |
| Alice im Wunderland Alice in Wonderland               | Norman Z. McLeod                       | Vereinigte Staaten     |
| Berkeley Square                                       | Frank Lloyd                            | Vereinigte Staaten     |
| King Kong und die weiße Frau King Kong                | Merian C. Cooper, Ernest B. Schoedsack | Vereinigte Staaten     |
| King Kongs Sohn The Son of Kong                       | Ernest B. Schoedsack                   | Vereinigte Staaten     |
| Zwischen heut und morgen Gabriel Over the White House | Gregory La Cava                        | Vereinigte Staaten     |

## 1934
| Titel                                              | Regie                               | Produktionsland    |
| -------------------------------------------------- | ----------------------------------- | ------------------ |
| Liebe, Tod und Teufel                              | Heinz Hilpert, Reinhart Steinbicker | Deutsches Reich    |
| Liliom                                             | Fritz Lang                          | Frankreich         |
| Prinzessin Turandot                                | Gerhard Lamprecht                   | Deutsches Reich    |
| Der Raub der Frühlingsgöttin The Goddess of Spring | Wilfred Jackson                     | Vereinigte Staaten |
| Die schwarze Majestät Death Takes a Holiday        | Mitchell Leisen                     | Vereinigte Staaten |

## 1935
| Titel                                              | Regie                            | Produktionsland        |
| -------------------------------------------------- | -------------------------------- | ---------------------- |
| Amphitryon – Aus den Wolken kommt das Glück        | Reinhold Schünzel                | Deutsches Reich        |
| Ein charmanter Schurke The Scoundrel               | Ben Hecht, Charles MacArthur     | Vereinigte Staaten     |
| Ein Gespenst geht nach Amerika The Ghost Goes West | René Clair                       | Vereinigtes Königreich |
| Im Land der Kuscheltiere The Calico Dragon         | Rudolf Ising                     | Vereinigte Staaten     |
| The Passing of the Third Floor Back                | Berthold Viertel                 | Vereinigtes Königreich |
| Peter Ibbetson                                     | Henry Hathaway                   | Vereinigte Staaten     |
| Phantom-Reiter The Phantom Empire                  | Otto Brower, B. Reeves Eason     | Vereinigte Staaten     |
| She – Herrscherin einer versunkenen Welt She       | Lansing C. Holden, Irving Pichel | Vereinigte Staaten     |
| Ein Sommernachtstraum A Midsummer Night’s Dream    | Max Reinhardt, William Dieterle  | Vereinigte Staaten     |
| Der Student von Prag                               | Arthur Robison                   | Deutsches Reich        |

## 1936
| Titel                                                                   | Regie                        | Produktionsland        |
| ----------------------------------------------------------------------- | ---------------------------- | ---------------------- |
| Lumpacivagabundus                                                       | Géza von Bolváry             | Österreich             |
| Der Mann, der die Welt verändern wollte The Man Who Could Work Miracles | Lothar Mendes                | Vereinigtes Königreich |
| Undersea Kingdom                                                        | B. Reeves Eason, Joseph Kane | Vereinigte Staaten     |

## 1937
| Titel                                      | Regie            | Produktionsland    |
| ------------------------------------------ | ---------------- | ------------------ |
| In den Fesseln von Shangri-La Lost Horizon | Frank Capra      | Vereinigte Staaten |
| Topper – Das blonde Gespenst Topper        | Norman Z. McLeod | Vereinigte Staaten |

## 1938
| Titel                                      | Regie            | Produktionsland    |
| ------------------------------------------ | ---------------- | ------------------ |
| Topper geht auf Reisen Topper Takes a Trip | Norman Z. McLeod | Vereinigte Staaten |

## 1939
| Titel                                | Regie          | Produktionsland    |
| ------------------------------------ | -------------- | ------------------ |
| Gullivers Reisen Gulliver’s Travels  | Dave Fleischer | Vereinigte Staaten |
| Salonwagen E 417                     | Paul Verhoeven | Deutsches Reich    |
| Der Zauberer von Oz The Wizard of Oz | Victor Fleming | Vereinigte Staaten |